# Перль-э-Кастеле
Перль-э-Кастеле (фр. Perles-et-Castelet) — коммуна во Франции, находится в регионе Юг — Пиренеи. Департамент коммуны — Арьеж. Входит в состав кантона Акс-ле-Терм. Округ коммуны — Фуа.
Код INSEE коммуны — 09228.

## Население
Население коммуны на 2008 год составляло 187 человек.
| 1962 | 1968 | 1975 | 1982 | 1990 | 1999 | 2008 |
| ---- | ---- | ---- | ---- | ---- | ---- | ---- |
| 126  | 157  | 130  | 119  | 157  | 160  | 187  |

## Экономика
В 2007 году среди 113 человек в трудоспособном возрасте (15—64 лет) 78 были экономически активными, 35 — неактивными (показатель активности — 69,0 %, в 1999 году было 72,2 %). Из 78 активных работали 72 человека (42 мужчины и 30 женщин), безработных было 6 (4 мужчины и 2 женщины). Среди 35 неактивных 8 человек были учащимися или студентами, 18 — пенсионерами, 9 были неактивными по другим причинам.